# سيرغي نيكولايفيتش بافلوف
سيرغي نيكولايفيتش بافلوف (بالروسية: Павлов, Сергей Николаевич)‏ (20 يناير 1962 في روسيا - ) هو مدرب كرة قدم ولاعب كرة قدم روسي (وحمل سابقاً جنسية الاتحاد السوفيتي) في مركز حراسة المرمى. لعب مع نادي أحمد غروزني وسوكول ساراتوف ‏ وFC Chernomorets Novorossiysk ‏ وإسكرا سمولينسك ‏ وكريستال سمولينسك ‏ وFC Salyut Saratov ‏ وFC Khopyor Balashov ‏ وFC Nosta Novotroitsk ‏ وكريفباس كريفي ريه ‏ وBSG Stahl Brandenburg ‏.

## وصلات خارجية
- سيرغي نيكولايفيتش بافلوف على موقع قاعدة بيانات كرة القدم.إي يو (الإنجليزية)